# SN 2005ap
SN 2005ap est une supernova de type II située à 4,7 milliards d'années-lumière dans la galaxie Anon J130114+2743. La supernova a été découverte le 3 mars 2005.

## Luminosité
C'est la supernova la plus brillante jamais observée. Elle a atteint 100 milliards de fois la luminosité du Soleil.